# Lockheed Martin F-35 Lightning II
Lockheed Martin F-35 Lightning II je enomotorno vojaško večnamensko lovsko letalo tehnologije stealth, ki lahko izvaja bližnjo zračno podporo, taktično bombardiranje in misije zračne prevlade. Trenutno obstajajo tri različice: osnovna različica, STOVL različica in letalonosilna različica. Ime je dobil Lightning II, Lightning I je bil dvomotorni lovec iz druge svetovne vojne. F-35 naj bi nadaljeval tradicijo njegovega predhodnika
F-35 temelji na prototipnem letalu X-35, ki je bilo razvito v skladu z zahtevami programa Joint Strike Fighter (JSF), katerega cilj je nadomestiti starejša letala kot so F-16, A-10, F-18 in AV-8B v uporabi oboroženih sil ZDA. Razvoj so primarno podprle ZDA, Združeno kraljestvo in nekatere druge države. Letalo je razvil in zgradil koncern podjetij Lockheed Martin, Northrop Grumman in BAE Systems. Demonstracijsko letalo je poletelo leta 2000, krstni let pa je bil izveden 15. decembra 2006. Partnerji pri programu so NATO članice ali prijateljske države ZDA: Združeno kraljestvo, Izrael, Italija, Avstralija, Kanada, Norveška, Danska, Nizozemska, Japonska in Turčija. ZDA namerava kupiti 2443 letal, ki naj bi bili dobavljeni do leta 2037. 
F-35 bodo gradili v treh glavnih verzijah:
- F-35A, konvencionalni vzlet in pristanek (CTOL)
- F-35B, kratek vzlet in vertikalni pristanek (STOVL)
- F-35C, palubno letalo za uporabo na letalonosilkah

## Načrtovanje
F-35 je malce povečan od X-35 zaradi prostora, ki ga zavzema avionika. Sprva je bil okrog 8% težji od načrta, pozneje so to popravili, kar je stalo okrog 6 milijard dolarjev in za 18 mesecev podaljšalo program. Cena za letalo se je zelo povečala od načrtovane za okrog 50% in vse kaže da bo še višja.
Prednosti novega letala:
- bolj trdoživi materiali stealth, ki ne zahtevajo toliko vzdrževanja, kot npr F-117
- boljša avionika in boljši pregled nad situacijo
- boljše podatkovne povezave z drugimi letali in komandnim centrom[11][12][13]
- power-by-wire krmilni sistem z elektro-hidrostatični aktuatorji za krmilne površine[14]
- delitev podatkov z drugimi letali
- modern zmogljiv simulator letenja[15]
- lahke, močne in lažje baterije Li-Ion[16]

## Tehnične specifikacije F-35A
- Posadka: 1
- Dolžina: 51,4 ft (15,67 m)
- Razpon kril: 35 ft (10,7 m)
- Višina: 14,2 ft  (4,33 m)
- Površina kril: 460 ft² (4,7 m²)
- Prazna teža: 29 300 lb (13 300 kg)
- Naložena teža: 49 540 lb  (22 470 kg)
- Maks. vzletna teža: 70 000 lb  (31 800 kg)
- Motorji: 1 × Pratt & Whitney F135 turbofan;potisk (suh) 28 000 lbf (125 kN), z dodatnim zgorevanjem 43 000 lbf (191 kN)
- Kapaciteta goriva (notranja): 18 480 lb (8 382 kg)

- Maks. hitrost: Mach 1.6+  (1 200 mph, 1 930 km/h)
- Dolet: 1 200 nmi (2 220 km) na notranjem gorivu
- Bojni radij: 584 nmi  (1 080 km)
- Višina leta (servisna): 60 000 ft  (18 288 m)
- Hitrost vzpenjanja: Ni podatka
- Obremenitev kril: 107,7 lb/ft² (526 kg/m²; 745 kg/m² maks.)
- Razmerje potisk/masa: 0,87 z maks. gorivom; z 50% gorivom: 1,07
- G-obremenitve: : 9 G

Orožje
- Top: 1 × General Dynamics GAU-12/A Equalizer 25 mm 4-cevni Gatling top, z 180 naboji

Nosilci za orožje: 6 × zunanji (pod krili) s kapaciteto 15 000 lb (6 800 kg), in dva interna prostora z dveni nosilci vsak, skupaj 18 000 lb (8 100 kg): 
- Vodljive rakete zrak-zrak:
- AIM-120 AMRAAM
- AIM-9X Sidewinder
- IRIS-T
- MBDA Meteor

 Rakete zrak-zemlja:
- AGM-88 AARGM
- AGM-158 JASSM
- Brimstone missile / MBDA SPEAR[
- Joint Air-to-Ground Missile (JAGM)
- Storm Shadow missile
- SOM

 Protladijske rakete:
- Joint Strike Missile (JSM)
- Long Range Anti-Ship Missile (LRASM)

Bombe:
- Mark 84 ali Mark 83 ali Mark 82 GP bombs
- Mk.20 Rockeye II kasetna bomba
- Wind Corrected Munitions Dispenser (WCMD)
- Paveway series laser-guided bombs
- Small Diameter Bomb (SDB)
- Joint Direct Attack Munition (JDAM)
- AGM-154 JSOW
- B61 mod 12 jedrska bomba

Avionika:
- Northrop Grumman Electronic Systems AN/APG-81 AESA radar
- Lockheed Martin AAQ-40 E/O Targeting System (EOTS)
- Northrop Grumman Electronic Systems AN/AAQ-37 Distributed Aperture System (DAS) missile warning system
- BAE Systems AN/ASQ-239 (Barracuda) electronic warfare system
- Harris Corporation Multifunction Advanced Data Link (MADL) communication system

## Uporaba F-35
Aprila 2017 so ZDA za čas vaj namestile "manjšo skupino" F-35A v bazo v Veliki Britaniji.